# Næsehornsfugl
Næsehornsfuglen (Buceros rhinoceros) er en fugl, der lever i tropisk regnskov i Indonesien, på Java og Borneo. Den hører til blandt den asiatiske regnskovs største fugle.
I modsætning til de fleste andre regnskovsfugle flyver disse store fugle ofte langt (over 20 km) i deres daglige søgning efter moden frugt. Den hører til den gruppe af fugle der også omfatter biædere og isfugle, men minder på mange måder om Sydamerikas tukaner, der ellers hører til spættegruppen.

## Kendetegn og levevis
Næsehornsfuglen vejer 2,5-3 kg og har en kropslængde på 70-80 cm, hale på 35-40 cm og næb på 25-30 cm.
Rugetiden er 35-50 dage og den lægger 2-4 æg. Den er kønsmoden efter 4 år og har en levealder på 30-35 år. Føden består af frugt (især figner), små hvirveldyr, æg og store insekter.